# Simon Tuma-Waku Bawanganiwo
 Simon Tuma-Waku Bawanganiwo  est un homme d'affaires et une personnalité politique congolaise (RDC). 

## Biographie
Il est ingénieur civil des Mines de l'Université libre de Bruxelles et poursuit sa carrière dans les secteurs des mines et du pétrole, en république démocratique du Congo et en Afrique du Sud.
Il est ministre des Mines et des Hydrocarbures au sein du gouvernement Joseph Kabila de 2001 à 2002. Sous son mandat sont promulgués le Code et le Règlement miniers. Il devient ensuite administrateur de la Fédération des entreprises du Congo (FEC) puis vice-président national, chargé du secteur minier.
Il préside l'Association des industries minières de l'Afrique australe (MIASA) à partir du 1er septembre 2019, et pour un mandat de deux ans.

## Vie privée
Il est marié à l'ancienne ministre Wivine Mumba Matipa.